# 騎馬像

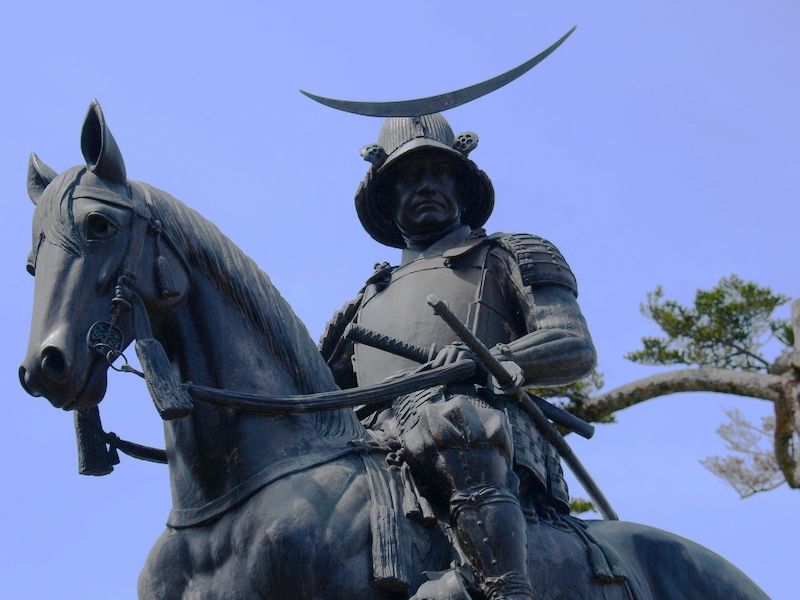
位於仙台市的青銅伊達政宗騎馬像

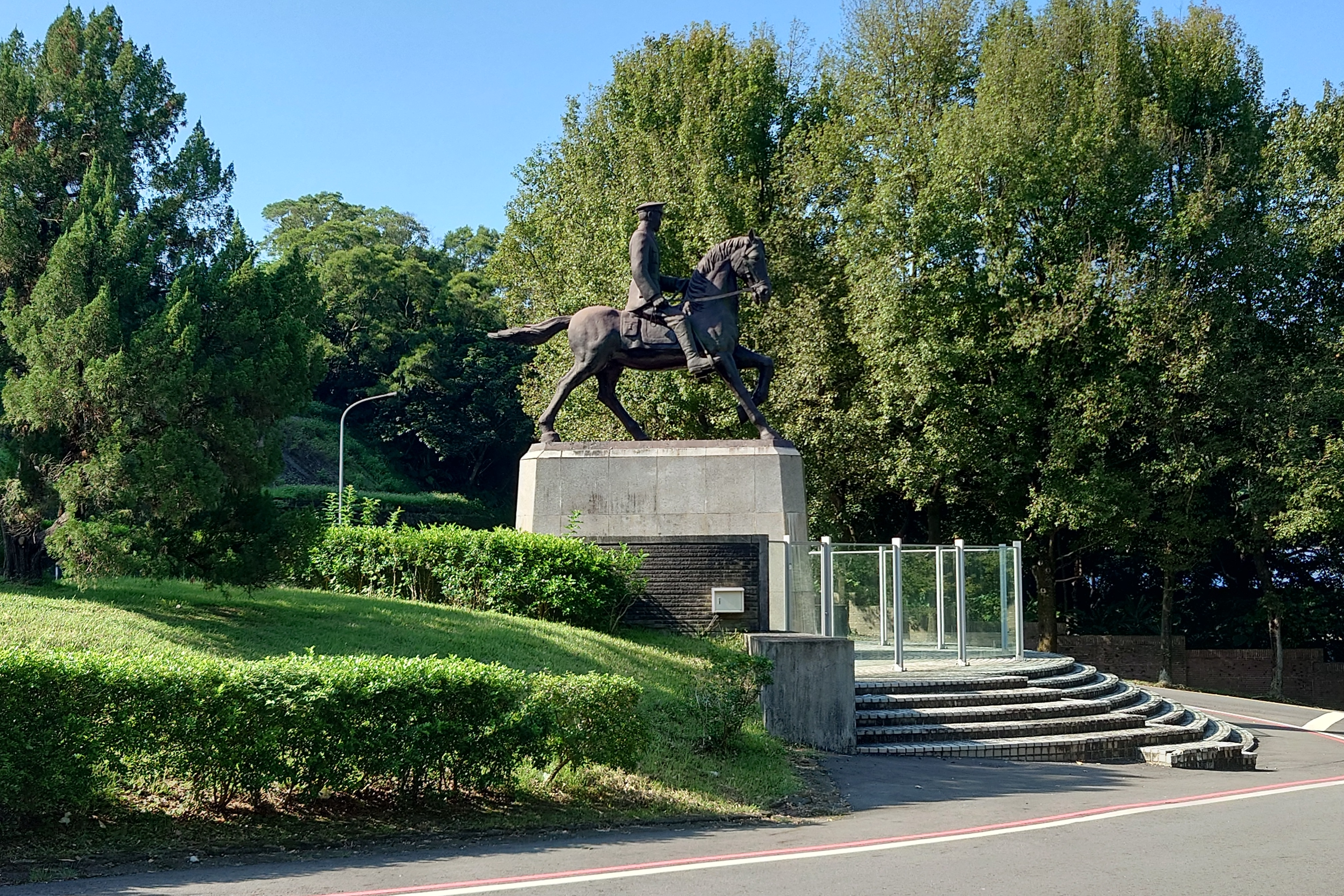
位於國立政治大學的青銅蔣中正騎馬像

騎馬像（equestrian statue）是一種雕刻形式，多為人物騎乘在馬上。騎馬像大多是青銅質，但亦有部分是木、石、陶器質。騎馬像的歷史可以追溯至古羅馬。在卡庇托林山上有馬爾庫斯·奧列里烏斯的騎馬像。

## 歷史

### 古希臘
西洋的騎馬像至少可追溯至古希臘時期，一座公元前6世紀位於雅典衛城的雕像被稱為「哈皮因騎手像」，描繪著騎在馬背上的青年。

### 古中東和遠東
許多古埃及、亞述和波斯帝國的浮雕都展示了騎馬的人物，這些人物通常是國家的統治者，但仍未有發掘出任何已知的獨立雕像。在中國，兵馬俑沒有騎馬的騎手，儘管騎兵站在他們的坐騎旁邊，但較小的唐代陶俑經常有但規模相對較小。中國直至近代才製作出騎馬肖像；統治者的雕像並不是中國傳統藝術的一部分。事實上，直至11世紀之前，甚至連肖像畫也只有在特殊場合向高級官員展示。

### 古羅馬
古羅馬的騎馬像經常用於紀念軍事領導人，以及那些希望象徵性地強調自羅馬時代以來的騎士或由騎士所發揮積極領導作用的政治家。
古羅馬有許多青銅騎馬像（特別是羅馬皇帝的雕像），但它們許多都沒有被保存下來，因為這些雕像大部分被熔化後其金屬被重新作為製造硬幣、教堂鐘或其他小型項目（例如基督教教堂的新雕塑）的原料；1309年，巴列塔站立的巨像因為重塑多明尼加的鐘而失去了部分的腿部和手臂。幾乎唯一倖存的羅馬青銅騎馬像是位於卡庇托林山的皇帝马可·奥勒留骑马像，因人們總是將「哲學家皇帝」的马可·奥勒留誤認為基督教皇帝君士坦丁大帝。「太陽王」雕像是一座古典或晚期古典統治者的青銅騎馬像紀念碑，在義大利文藝復興時期極具影響力，但在1796年法國大革命後被摧毀。它最初建於拉文納，但在中世紀搬到了帕維亞並矗立於大教堂前的柱子上。奧古斯都的騎馬像雕塑碎片迄今倖存。

### 中古歐洲
在中世紀歐洲，騎馬雕像並不常見。儘管如此，仍有一些具體例子如：班贝格主教座堂的班貝格騎士（德語：Der Bamberger Reiter）。另一個例子是位於马格德堡的马格德堡騎士，它描繪的人物是神聖羅馬帝國皇帝鄂圖一世。有一些大約半尺寸的聖喬治和龍雕像，包括布拉格和斯德哥爾摩等著名的人物雕像。維羅納的斯卡利格墓中有小於真人大小的哥德式雕像。巴黎著名的查理曼大帝（或其他皇帝）的小型青銅騎馬像可能是查理曼的當代肖像，儘管其日期和主題至今仍尚未確定。

## 外部連結
- Equestrian statues by Kees van Tilburg （页面存档备份，存于）
- Equestrian statues in Washington, D.C. （页面存档备份，存于） (with pictures)